# Sergei Nikolajewitsch Rjasanski
Sergei Nikolajewitsch Rjasanski (russisch Серге́й Николаевич Рязанский; * 13. November 1974 in Moskau, UdSSR) ist ein ehemaliger russischer Kosmonaut.

## Ausbildung
Rjasanskis Großvater Michail Rjasanski war als Funktechniker am sowjetischen Raumfahrtprogramm beteiligt. Rjasanski studierte ab 1991 an der virologisch-biologischen Fakultät der Lomonossow-Universität und schloss das Studium als Biochemiker 1996 ab. Danach begann er als Forscher am Institut für medizinisch-biologische Probleme (IMBP) des Staatlichen Wissenschaftlichen Zentrums (GNZ) zu arbeiten. Von März bis April 2000 war er Mitglied der siebten Mannschaft der SFINCSS (Simulation of Flight of International Crew on Space Station). Im Jahr 2006 wurde er zum Ph.D. in Biologie promoviert.

## Raumfahrer
Sergei Rjasanski wurde  2003 als Forschungs- und Testkosmonaut ausgewählt und absolvierte seine Grundausbildung vom 16. Juni 2003 bis zum 27. Juni 2005. Er wurde als Kommandant der Kosmonautengruppe des IMBP ausgewählt. Nach dem Verlassen des IMBP wurde er 2010 in die Kosmonautengruppe des Kosmonautentrainingszentrums transferiert. 2009 nahm er an einer 105-Tage-Mission im Rahmen des Mars-500-Experiments teil.
Zu seinem ersten Raumflug startete Rjasanski am 25. September 2013 im Raumschiff Sojus TMA-10M zusammen mit Oleg Kotow und Michael Hopkins. Er arbeitete an Bord der Internationalen Raumstation als Bordingenieur der ISS-Expeditionen 37 und 38 und kehrte am 11. März 2014 zur Erde zurück. Im September 2015 wurde ihm der Titel Held der Russischen Föderation verliehen.
Am 28. Juli 2017 startete Rjasanski zu seinem zweiten Einsatz. Als Kommandant des Raumschiffs Sojus MS-05 flog er zusammen mit dem Amerikaner Randolph Bresnik und dem Italiener Paolo Nespoli zur ISS. Dort arbeitete er als Bordingenieur der ISS-Expeditionen 52 und 53. Am 14. Dezember 2017 erfolgte der Rückflug zur Erde.